# Хатиджа Аванг
Хатиджа Аванг (малайск.  Khatijah Awang; 13 августа 1941 года, Пасир-Мас Келантан, Малайзия — 13 сентября 2000 года, Куала-Лумпур) — примадонна мак йонга, Национальный деятель искусств Малайзии (1999). Среди друзей Мак Джах.

## Краткая биография
Родилась в артистической семье. Закончила 6 классов малайской школы. Выступала с танцами с 9 лет. С 1965 года — танцовщица ащик при дворе султана Келантана. В 1965 году вышла замуж за Закарию Абдуллаха в семью артистов мак йонга — его мать Че Кемала Че Мухаммад была руководителем и примадонной «Группы мак йонг Че Кемала». В 1969 году совместно с мужем (умер в 1998) основала «Группу мак йонга Сери Теменггунг», названную в честь келантанского принца Тенгку Гаффара Теменггунга, поощрявшего развитие традиционного малайского искусства. Группа состояла в основном из родственников Хатиджи и пользовалась поддержкой главного министра Келантана Тан Сри Камила.
В 1991 году в связи с запретом мак йонга Исламской партией, пришедшей к власти в Келантане, Хатиджа вместе с группой переехала в Куала-Лумпур. Выезжала с гастролями в Англию, Германию, Индонезию, Кувейт, Новую Зеландию, Сингапур, Таиланд, Францию. Среди наиболее популярных постановок «Сын раджи Тангкай Хати» (1970), «Сын раджи Гонданг» (1971), «Рамаяна» (1971), «Панданг Ванги» (1972), «Индра Дева и Дева Индра» (1990), «Младший раджа Сакти» (1998).
Преподавала в Национальной академии искусств (с 1995 г.), Национальном университете Малайзии, в танцевальной группе ПЕТРОНАС. Кроме того, играла в театральных постановках и в кино (мюзикл «Уда и Дара» Усмана Аванга, 1971; фильм «Принцесса» режиссёра Рахима Разали), выступала дизайнером костюмов для своих постановок.

## Семья
- Мать Че Фатима бинти Мохд Нур, отец Аванг бин Абдуллах, с 6 лет отчим Ван Саллех Ван Али
- 5 детей, три дочери (Норизан, Норашикин, Норхаяти) и два сына (Езанин, Азахар), 17 внуков.

## Награды
- Королева батика ОМНО (1968)
- Премия за первое место в конкурсе песни Радио Малайзии (1969)
- Мемориальная медаль Малайзии (Pingat Peringatan Malaysia) (1976)
- Премия АСЕАН в области культуры (Бангкок, 1987)
- Медаль ордена «Защитник государства» (Pingat Ahli Mangku Negara) (1999)
- Национальный деятель искусств Малайзии (1999)